# Nano de Cascante
Nano de Cascante es el nombre de una variedad cultivar de manzano (Malus domestica) Está cultivada en la colección del Banco de Germoplasma del manzano de la Universidad Pública de Navarra con el Nº BGM005, ejemplares procedentes de esquejes localizados en Cascante localidad en la Ribera de Navarra, perteneciente a la Merindad de Tudela, Navarra.

## Sinónimos
- "Manzana Nano de Cascante",[7]
- "Nano de Cascante Sagarra",[8][9][10][11][12]

## Características
El manzano de la variedad 'Nano de Cascante' tiene un vigor bajo. El árbol tiene tamaño medio y porte semi-erecto, con tendencia a ramificar media, con hábitos de fructificación en ramos cortos y largos; ramos con pubescencia ausente / muy débil; presencia de lenticelas escasas; grosor de los ramos medio; longitud de los entrenudos media.
Tamaño de las flores medio; disposición de los pétalos libres, color de la flor cerrada rosa claro, color de la flor abierta blanco rosado, longitud de estilo / estambres más largos, posición de soldadura del estilo cerca de la base; época de floración precoz, con una duración de la floración media. Incompatibilidad de alelos S1 S2 S10.
Las hojas tienen una longitud del limbo de tamaño pequeño, con color verde oscuro, pubescencia ausente, con la superficie poco brillante. Forma del limbo es lanceolado, forma del ápice achatado, forma de los dientes ondulados, y la forma de la base del limbo redondeado. Plegamiento del limbo extendido, con porte horizontal; estípulas filiformes; longitud del pecíolo corto.
La variedad de manzana 'Nano de Cascante' tiene un fruto de tamaño muy pequeño, de forma globoso aplastada; con color de fondo verde amarillento, con sobre color de importancia bicolor, color del sobre color rojo, reparto del sobre color en placas continuas, y una sensibilidad al "russeting" (pardeamiento áspero superficial que presentan algunas variedades) débil; con una elevación del pedúnculo sobresale mucho, grosor de pedúnculo fino, longitud del pedúnculo medio, anchura de la cavidad peduncular es pequeña, profundidad cavidad pedúncular pequeña, importancia del "russeting" en cavidad peduncular débil; profundidad de la cavidad calicina es pequeña, anchura de la cavidad calicina es pequeña, importancia del "russeting" en cavidad calicina es débil; apertura de los lóbulos carpelares están parcialmente abiertos; apertura del ojo cerrado; color de la carne blanca; acidez débil, azúcar medio, y firmeza de la carne media.
Época de maduración y recolección extra temprana. Se usa como manzana de sidra.

## Susceptibilidades
- Oidio: ataque débil
- Moteado: ataque débil
- Fuego bacteriano: ataque medio
- Carpocapsa: ataque medio
- Pulgón verde: ataque medio
- Araña roja: ataque fuerte[4][15]